# McConnelsville
McConnelsville ist ein Village am Muskingum River im County Morgan im amerikanischen Bundesstaat Ohio, etwa 100 km östlich von Columbus. McConnelsville 1.667 Einwohner (Stand der Volkszählung von 2020) und ist Sitz der Verwaltung des County Morgan.
Das historische Stadtzentrum wurde als McConnelsville Historic District 1979 in das National Register of Historic Places (NRHP) aufgenommen und damit unter Denkmalschutz gestellt.

## Geschichte
McConnelsville wurde 1871 von Robert McConnel gegründet, einem General aus dem Amerikanischen Unabhängigkeitskrieg. Vor der Abschaffung der Sklaverei in den Vereinigten Staaten 1865 war McConnelsville eine Station des Underground Railroad für geflohene Sklaven aus den Südstaaten.

## Persönlichkeiten
- Cydnor B. Tompkins (1810–1862), republikanischer Kongressabgeordneter 1857–61.
- James M. Gaylord (1811–1874), demokratischer Kongressabgeordneter 1851–53.
- William P. Sprague (1827–1899), republikanischer Kongressabgeordneter 1871–75.
- Emmet Tompkins (1810–1862), republikanischer Kongressabgeordneter 1901–03, Sohn von Cydnor B. Tompkins.
- Frederick Samuel Dellenbaugh (1853–1935), Entdecker und Kartograph, nahm an Expeditionen zum Colorado River, nach Alaska, und nach Sibirien teil.
- Seth Thomas (1873–1962), Bundesrichter am United States Court of Appeals for the Eighth Circuit von 1936 bis 1954.
- James J. Gibson (1904–1979), Psychologe, Universitätsprofessor in Cornell mit Spezialgebiet Wahrnehmungspsychologie.